# Чарлз Лем
Чарлз Лем (англ. Charles Lamb; 10 лютого 1775 — 27 грудня 1834) — англійський поет, публіцист і літературний критик епохи романтизму, один з найбільших майстрів жанру есе в історії англійської літератури.

## Життя і творчість
Лем народився в сім'ї лондонського клерка. У роки навчання потоваришував з романтиками Лі Гантом і Колріджем, які стали його близькими друзями на все життя. Розраховував стати священиком, але був змушений залишити ці плани з причини заїкання. З 1792 по 1825 рік служив чиновником у відомстві у справах Індії.
У 1796 році відбулася подія, котра перевернула життя Лема, — його улюблена сестра Мері в нападі божевілля зарізала кухонним ножем їх мати. З тих пір Чарлз жив разом з психічнохворою сестрою, доглядаючи за нею в хвилини загострення хвороби і допомагаючи в роботі над прозовими переказами п'єс Шекспіра, які здобули широку популярність. У 1808 році вони опублікували перероблену для школярів версію «Одіссеї».
Лем виступив на більш серйозному літературному терені у 1798 році з «Повістю про Розамунд Грей», а 1802 року закінчив трагедію у віршах «Джон Вудвіль». Однак, ці роботи не принесли йому і дещиці того успіху, як короткий вірш «Старі знайомі обличчя» (1789). Крім того, в поетичні антології часто включають елегію «На смерть новонародженого» (1828).
З роками Чарлз Лем став виступати в ролі літературного критика, що, насправді, йому не дуже подобалося. Але це був єдиний спосіб заробити на життя і утримання сестри. У журналі Лі Ганта він публікував статті про Шекспіра і Хогарта. Багато з його журнальних оглядів постраждали від втручання завзятих редакторів, так що найбільш повне уявлення про його літературні смаки і переваги дають листи. В одній-двох недбало кинутих фразах, часто на полях, Лем давав точні оцінки художніх явищ свого часу. Британська енциклопедія називає його одним із класиків англійського епістолярного жанру.
Найбільшу славу Чарлзу Лему принесли «Нариси Елії», які він публікував у власному виданні London Magazine з 1820 року. Перше зібрання нарисів вийшло з друку у 1823 році, друге — 10 років по тому. У своїх нарисах, або есе, письменник ховається за маскою Елії — манірного дивака, зануреного у спогади про події 30-річної давності. Теми нарисів різноманітні: театр, ніжні почуття, політика. За стилем вони найближче до творів Лоренса Стерна, яким Лем захоплювався.
В останні роки життя Лем багато випивав. Після падіння зі сходів у нього розвинулася бешиха, від якої він і помер. Мері Лем пережила брата на 12 років і похована поруч із ним в Едмонтоні поблизу Лондона.

## Твори
- Blank Verse (1798, вірші)
- John Woodvil (1802, віршована драма)
- Tales from Shakespeare (1807)
- The Adventures of Ulysses (1808)
- Specimens of English Dramatic poets who lived about the time of Shakespeare (1808)
- On the Tragedies of Shakespeare (1811)
- Witches and Other Night Fears (1821)
- Essays of Elia (1823)
- The Last Essays of Elia (1833)